# Hiller OH-23 Raven
Hiller OH-23 Raven là một loại trực thăng thám sát hạng nhẹ, thiết kế dựa trên mẫu Hiller Model 360. Model 360 được công ty định danh là UH-12, bay lần đầu năm 1948.

## Biến thể

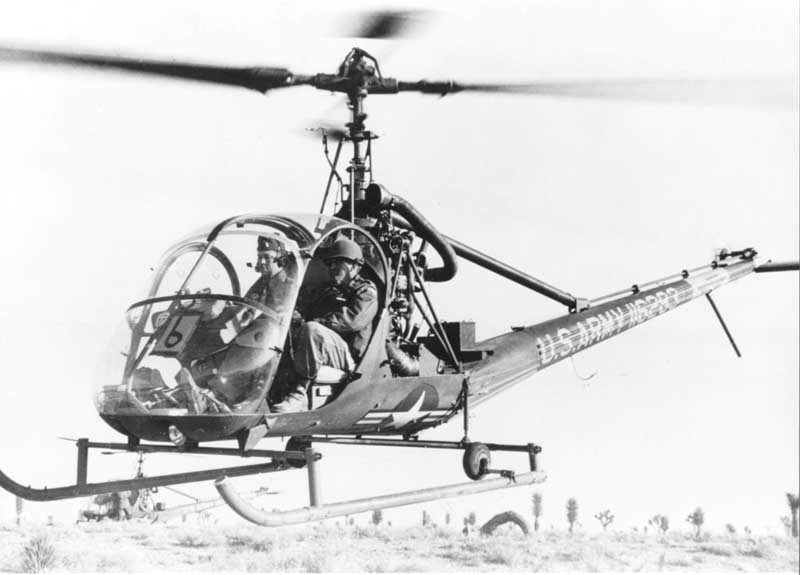
OH-23 đời đầu

### Quân sự
YH-23
H-23A
H-23B
H-23C
H-23D
H-23E
H-23F
H-23G
HTE-1
HTE-2
Hiller HT Mk 1
Hiller HT Mk 2
CH-112 Nomad

### Dân sự

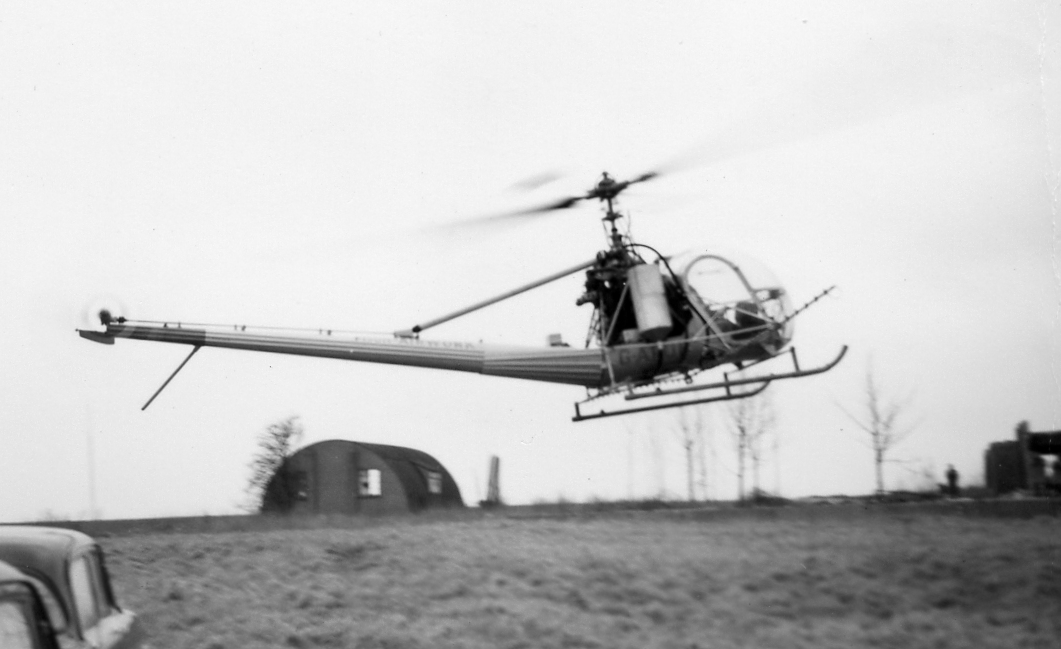
Hiller UH-12B

UH-12A
UH-12B
UH-12C
UH-12D
UH-12E
UH-12ET
UH-12E3
UH-12E3T
UH-12E4
UH-12E4T
UH-12L-4

## Quốc gia sử dụng

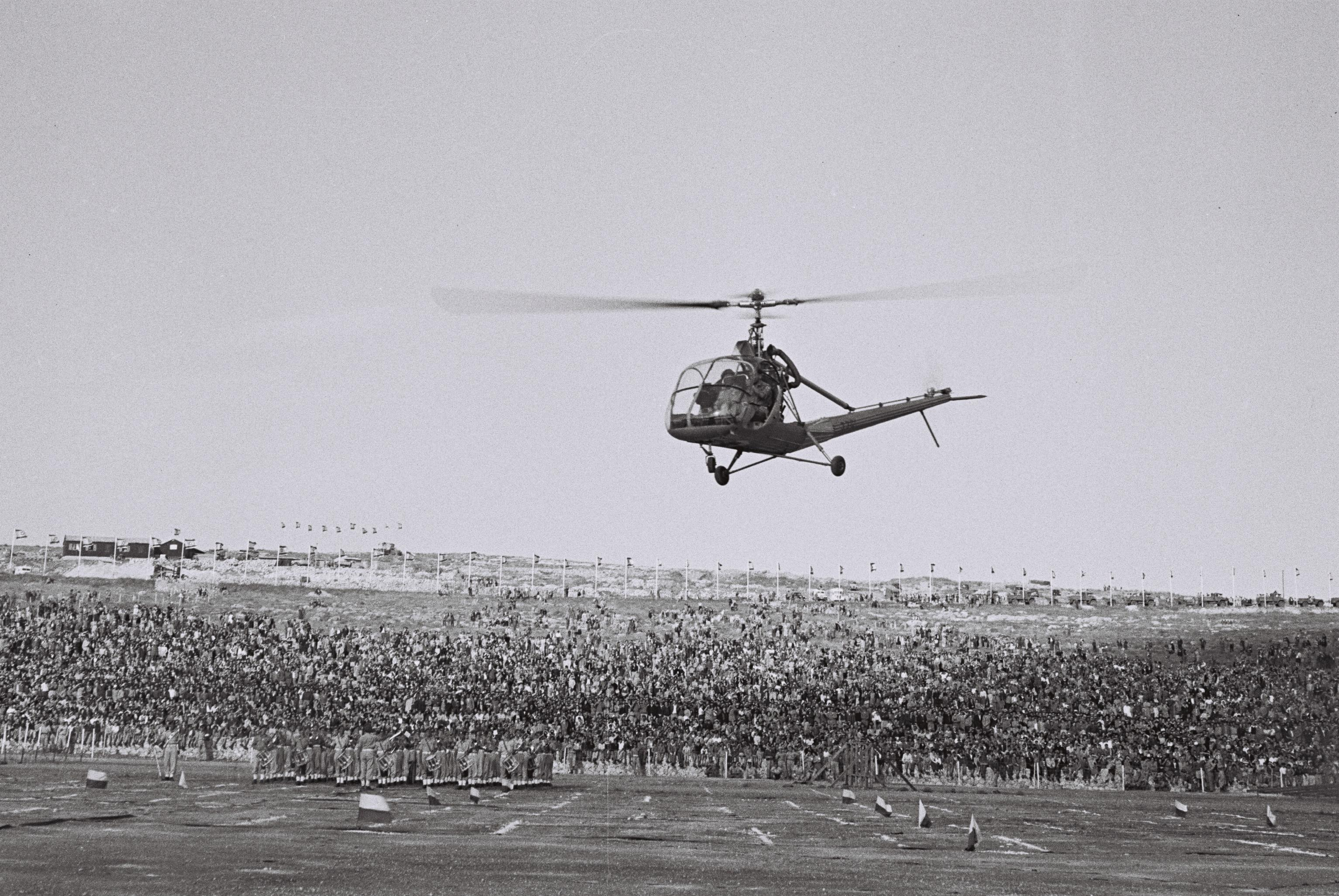
OH-23 thuộc Không quân Israel, Jerusalem 1952

Argentina
- Lục quân Argentina[8]
- Cản sát Buenos Aires[9]

 Canada
- Lục quân Canada[10]

 Chile
- Không quân Chile[11]

 Colombia
- Không quân Colombia[11]

 Cộng hòa Dominica
- Không quân Dominica [12]

 Guatemala
- Không quân Guatemala [13]

 Indonesia
- Không quân Indonesia[13]

 Israel
- Không quân Israel[13]

 México
- Không quân Mexicol [14]

 Hà Lan
- Không quân Hà Lan[15]

 Paraguay
- Không quân Paraguay [16]

 Perú
- Không quân Peru [17]

 Hàn Quốc
- Lục quân Hàn Quốc [18][19]

 Thái Lan
- Cảnh sát hoàng gia Thái Lan[20]

 Anh Quốc
- Bristow Helicopters[20]
- Hải quân Hoàng gia [21]

 Hoa Kỳ
- Columbia Helicopters[22]
- Lục quân Hoa Kỳ[23]
- Hải quân Hoa Kỳ[23]

 Uruguay
- Không quân Uruguay[24]

## Tính năng kỹ chiến thuật (H-23D)
Dữ liệu lấy từ United States Military Aircraft since 1909
Đặc điểm tổng quát
- Kíp lái: 2
- Chiều dài: 27 ft 9+1⁄2 in (8,47 m)
- Đường kính rô-to: 35 ft 5 in[26] (10,80 m)
- Chiều cao: 9 ft 9+1⁄2 in (2,99 m)
- Diện tích đĩa quay: 985 sq ft (91,5 m²)
- Trọng lượng rỗng: 1.816 lb (825 kg)
- Trọng lượng cất cánh tối đa: 2.700 lb (1.227 kg)
- Động cơ: 1 × Lycoming VO-435-23B[26], 250 hp (187 kW)

 Hiệu suất bay 
- Vận tốc cực đại: 95 mph (153 km/h, 83 knot)
- Vận tốc hành trình: 82 mph (132 km/h, 71 knot)
- Tầm bay: 197 mi (317 km, 171 hải lý)
- Trần bay: 13.200 ft (4.025 m)
- Vận tốc lên cao: 1.050 ft/phút (5,3 m/s)